# Ceca de Montesclaros
La Ceca de Montesclaros  es una ceca española privada que fabrica monedas conmemorativas desde 2013. Establecida en Montesclaros, provincia de Toledo, es reconocida como la primera Casa de la Moneda alternativa en España. Fabrica moneda de curso legal en los municipios que adquieren convenio con la misma, no siendo el euro su valor facial.
Al igual que en otras provincias de España es frecuente que se usen monedas alternativas, como el axarco. Este tipo de iniciativa fomenta el turismo y la numismática. En Montesclaros, se usan las monedas denominadas "montes" como monedas alternativas al euro. Es posible pagar en este tipo de moneda dentro de la localidad, y cumplen con la normativa europea de fabricación de monedas y medallas cuyo facial no sea el euro, para usos alternativos.
Esta ceca es conocida por fabricar monedas para entidades privadas o locales, siendo una curiosidad destacable estas monedas encargadas por ayuntamientos, que habitualmente presentan motivos locales como pueden ser la flora y la fauna, y son de curso legal en el municipio correspondiente. Estas acuñaciones son encargadas principalmente para atraer el turismo y promover el comercio local, sin ser reconocidas a nivel estatal.